# NGC 65
NGC 65  هي مجرة تقع في كوكبة قيطس (كوكبة). حجمه الظاهري هو 13.4. وهي تقع في RA 18h 58m 7s, Dec -22°52'48". اكتشف لأول مرة في عام 1886 ويعرف أيضا باسم PGC 1229.

## وصلات خارجية
- NGC 65 على موقع ويكي سكاي: DSS2, SDSS, GALEX, IRAS, Hydrogen α, X-Ray, Astrophoto, Sky Map, Articles and images